# Minúsculos
Minúsculos (no Brasil) ou Minúsculo (em Portugal) (Minuscule, nos EUA e França) é uma animação cujos protagonistas são insetos. Cada um dos seus 78 episódios, produzidos de 25 de outubro de 2006 a 2008, tem, em média, cinco minutos. A Disney Channel de Portugal também contava com a presença deste programa às 00h40min até às 00h45min. Tal como no Brasil e em outros países, o programa já não está no ar nesse. Mais tarde, esteve no ar no Canal Panda e agora na RTP2 no espaço Zig Zag.
Criada por Hélène Giraud e Thomas Szabo, e dirigida por Thomas Szabo, a animação narra as aventuras fictícias e bem-humoradas do mundo dos insetos como a joaninha, vespa, formiga, abelha, gafanhoto, construídos em 3D. Os cenários são o ambiente rural da França e incluem estradas, cercas, casas etc.
O programa, além de ser ideia da Futurikon, teve parceria do canal France 2 com o Disney Channel. No Brasil, foi exibido no Disney Channel Brasil, no Jetix (dentro do programa Os Curtinhas do Dudinha Curtinha) e mais tarde pela TV Cultura. Recentemente foi exibido pela Band.

## Prêmios
- Cartoons on the Bay (2006): Prêmio Reginella de melhor série televisa voltada para todas as idades
- Festival de animação de Hiroshima (2008): prêmio especial do júri
- Vencedor do Festival de Luchon (2006)
- Prêmio do Senado Francês (2007)
- Vencedor do Festival de Annecy (2007)